# Istoria Italiei
Istoria Italiei se referă la istoria regiunii geografice corespunzătoare Peninsulei Italice, regiune locuită de-a lungul timpului de diverse popoare, atât de diversificate din punct de vedere cultural și care au cunoscut diverse regimuri politice.
Deși noua națiune italiană a apărut abia în 1861, zona geografică a Italiei de astăzi a avut o istorie bogată și îndelungată.
În perioada pre-romană, pe aici s-au perindat grecii și etruscii.
Dupa evoluția și căderea Imperiului Roman, Italia se fărâmițează în mai multe republici, orașe-stat, regate, toate expuse invaziilor musulmane, normandice, germane, franceze, spaniole și austriece.
Italia a fost unită abia în 1861 devenind Regatul Italiei.
În 1946 devine republică constituțională.

## Perioada pre-romană
Săpăturile efectuate pe teritoriul Italiei și al Sicilei au scos la lumină dovezi ale existenței umane în aceste regiuni încă din paleolitic, perioadă ce a debutat acum 2.500.000 de ani și s-a încheiat acum 200.000 de ani.
Stau mărturie vestigiile arheologice descoperite în situri ca: Monte Poggiolo (în apropierea orașului Forlì) și Grotta dell'Addaura (lângă Palermo).
Putem menționa obiecte de artă confecționate acum 800.000 de ani și diverse desene rupestre.
În neolitic, micile comunități de vânători și culegători devin sedentari și se stabilesc în așezări agricole.
Se cresc animale și devine tot mai evidentă apariția ceramicii.
Celebre sunt așezările din regiunea Valle Camonica (nordul Italiei).
Aici au locuit populații de origine incertă, care au lăsat în urmă desene rupestre și incizii în piatră (petroglife).
Pentru numărul mare de vestigii descoperite (peste 350.000 de petroglife), Valle Camonica este un adevărat centru al artei preistorice europene (civilizația Camunni).
În perioada următoare, Peninsula Italică a fost vizitată de diverse populații: micenienii (din Grecia), fenicienii (din Libanul, Siria și Israelul de astăzi) care au venit din spațiul mediteranean.
Ulterior, latinii vin dinspre nord.
Grecii au dominat în special litoralul adriatic și Sicilia.
În jurul lui 800 î.Hr., în centrul peninsulei se dezvoltă civilizația etruscă și atinge apogeul între 650 și 450 î.Hr.
Etruscii erau foarte avansați, și-au dezvoltat propriul alfabet, iar regii lor au ajuns să domine chiar și Roma.

## Republica Romană
Conform legendei, Roma a fost înființată în 753 î.Hr. de către Romulus, care l-a învins pe fratele sau Remus.
În mitologie vedem cum Rhea Silvia și zeul Marte au doi fii, Romulus și Remus, care au fost alăptați de o lupoaică și crescuți de un cioban.
Romulus a fost considerat strămoșul regilor care s-au succedat la conducerea Regatului Roman.
În 509 î.Hr., este alungat regele etrusc Tarquin și romanii se organizează într-o republică.
În perioada 494 î.Hr. - 287 î.Hr. are loc un conflict de clasa între plebei (clasa inferioară) și aristocrația patricienilor (clasa dominantă).
În 450 î.Hr. se întocmește un cod juridic, Legea celor Douăsprezece Table, imprimată în bronz și expusă public în Forum.
Roma intră în conflict militar cu orașele latine învecinate și are loc Războiul Ligii Latine.
După victoria Romei, în 496 î.Hr., se încheie alianța cu aceste cetăți latine.
Începând cu secolul al IV-lea, Roma poartă războaie cu diverse alte grupuri etnice.
Învinge cetatea etruscă Beii, apoi pe gali.
Triburile latine se revoltă în cadrul războaielor samnite și din nou Roma iese învingătoare.
De asemenea, marea cetate latină preia controlul asupra cetăților grecești în jurul anului 200 î.Hr..
Prin 260 î.Hr., romanii controlau deja aproape întreaga peninsulă, iar tratatele generoase încheiate cu părțile învinse i-au adus prosperitate și alianțe militare.
Administrarea și guvernarea erau asigurate de magistrați, aleși de către adunările populare.
Consulii, cei mai importanți magistrați erau aleși în fruntea statului.
Totuși, adevărata putere politică se află în mâinile senatului, o oligarhie care guverna Roma.
Aceștia dețineau funcția pe viață.
O dată cu continuarea cuceririlor militare, urmează o epocă de expansiune economică și de puternice schimbări sociale.
A fost construite clădiri, drumuri publice, apeducte.
S-au micșorat taxele.
Clasa de mijloc s-a dezvoltat.
Au fost bătute monede.
Crește ponderea muncii bazate pe sclavi.
Roma se află în plin avânt.

## Imperiul
Războaiele Punice, cunoscute și ca Războaiele Feniciene, au fost cele trei bătălii dintre Roma și Cartagina, cetate situată în nordul Africii.
Primul a izbucnit în 246 î.Hr. în Sicilia, când Cartagina lupta să se protejeze împotriva expansiunii romane.
Lupta decisivă a fost bătălia navală din 241 î.Hr. câștigată de romani care au preluat controlul nu numai asupra Siciliei, dar și a Sardiniei.
Cartagina își revine și invadeaza Spania.
Generalul cartaginez Hannibal pătrunde în Italia cu trupe și elefanți, iar pierderile de partea Romei sunt semnificative.
Roma contraatacă și, în 204 î.Hr., generalul roman Scipio Africanul invadează nordul Africii obținând o victorie la Zama.
Cartagina este supusă unor severe condiții de pace.
Al treilea și ultimul Război Punic debutează în 149 î.Hr..
Din nou romanii obțin victoria iar Cartagina este complet distrusă în 146 î.Hr..
După încă trei ani, Macedonia devine provincie.
Spania este subjugată, iar romanii preiau controlul asupra nordului Africii și Siriei.
Dobândește și Galia în 118 î.Hr. și Egiptul în 31 î.Hr..
Asistăm la cea mai mare extindere a unui imperiu din istoria lumii.
Clasa de mijloc (în special negustorii și bancherii) continuă să se extindă.
Schimbările economice, sociale și culturale au fost rapide.
Tensiunile care apar între forțele reformatoare și cele conservatoare generează un război civil.
În 133 î.Hr., Tiberius Gracchus este ales ca tribun și duce o politică de promovare a reformei.
În același an însă, atacat în timpul unei revolte, este asasinat.
Zece ani mai târziu, lupta este preluată de fratele său, Gaius Gracchus, dar și acesta, în 121 î.Hr., este ucis împreună cu 3.000 de susținători.
Se declanșează revolte ale sclavilor.
În 72 î.Hr., armata romană reușește sa înfrângă cea mai mare astfel de răscoală, condusă de Spartacus.
Acesta este ucis alături de cei 6.000 de răsculați.
Războaiele sociale care au avut loc între 91 î.Hr. și 88 î.Hr. au fost datorate refuzului Romei de a împărți puterea și drepturile politice cu aliații săi din peninsulă.
Doar cetățenia era acordată tuturor locuitorilor din zona sudică râului Po.

## Iulius Cezar
Mai mulți generali au început să-și formeze armate private, dintre care cei mai celebri au fost Marius, Sulla și Pompei.
De asemenea, și Iulius Cezar și-a inființat o trupă militară proprie.
Marius devine consul dar moare în 86 î.Hr. din cauze naturale.
Sulla luptă și dobândește controlul asupra Romei sub forma unei dictaturi.
Astfel reușește să reinstaureze Republica după care se retrage.
Urmează lupta pentru putere a lui Pompei.
Acesta, împreună cu Cezar și Crasssus, în 60 î.Hr., își unesc forțele într-un fel de parteneriat, cunoscut sub numele de Primul triumvirat.
Această alianță începe să decadă când Crassus moare în 53 î.Hr., iar Pompei a fost învestit cu puteri extraordinare de către Senat.
În 49 î.Hr., Cezar, nemulțumit, pornește cu trupele sale trecând râul Rubicon din Galia către Roma și îl invinge pe Pompei.
Cezar profită de victorie și continuă anexarea de noi teritorii în favoarea Romei.
În 46 î.Hr., senatul îl proclamă dictator pentru zece ani.
Doi ani mai târziu, este numit dictator pe viață.
Ambiția lui Cezar de a da o noua formă Romei l-a făcut să fie temut de către aristocrația senatoriala care a uneltit o conspirație împotriva sa.
Pe la idele lui martie (15 martie) 44 î.Hr., un grup de conspiratori conduși de Cassias și Brutus, îl asasinează pe Cezar prin înjunghiere.
Dar în loc să se reinstaureze republica, urmează 13 ani de război civil.

## Augustus
Marcus Antonius, prietenul și camaradul de oaste al lui Cezar, pretinde a fi succesorul acestuia.
Totuși, nepotul și fiul adoptiv al lui Cezar, Octavian, care pe atunci avea 18 ani, respinge această pretenție și adună 3.000 de ostași din trupele lui Cezar.
Cicero, fost consul și unul dintre cei mai celebri oratori ai Romei, se opune lui Antoniu.
După pierderea uneia din bătălii în cadrul războiului civil, Antoniu părăsește Italia.
În 43 î.Hr., Octavian, Antoniu și Lepidus, unul dintre comandanții lui Cezar, au format al treilea triumvirat și au incheiat un tratat pe cinci ani, ce aducea stabilitate în viața politică romană.
Trei sute de potențiali oponenți, printre care și Cicero, au fost asasinați.
Asasinii lui Cezar au fost urmăriti, iar Cassias și Brutus s-au sinucis în 42 î.Hr. în bătălia de la Phillipi.
Antonius călătorește în Egipt unde o cunoaște pe Cleopatra, regina Egiptului.
Cleopatra fusese amanta lui Cezar și îl insoțise chiar la Roma.
Au început să apară tensiuni între Antoniu și Octavian.
În 36 î.Hr., Antoniu se căsătorește cu Cleopatra, deși acesta era deja căsătorit cu sora lui Octavian.
În 32 î.Hr., Octavian pune capăt triumviratului și, în fața senatului aduce plângeri împotriva lui Antoniu și acesta este îndepărtat de la putere de către senat.
Octavian declară război împotriva Cleopatrei și iese învingător în 31 î.Hr. în bătălia de la Actium, pe Marea Adriatică.
Antoniu și Cleopatra fug în Egipt, dar în anul următor, când Octavian invadează Egiptul făcându-l provincie romană, amândoi se sinucid.
Octavian, sau Augustus cum era cunoscut, și-a consolidat puterea și a pus capăt războiului civil.
A condus timp de 44 de ani și a reconstruit din temelii Imperiul, menținându-i însă formal, caracterul republican.
A avut o mână forte și a reformat admnistrația, în timp ce și-a extins alianțele.
A construit și a reparat temple, teatre, drumuri, apeducte, sisteme de drenaj și în general a modernizat cetatea.
Chiar el spunea că "a găsit o Romă din cărămizi și a lăsat-o un oraș de marmură".
A creat o armată profesională.
Domnia sa a fost o lungă perioadă de pace, cunoscută ca Pax Romana.
A murit în 14 d.Hr., la 76 de ani.
A fost succedat de fiul său adoptiv, Tiberius.
La moartea acestuia, în 37 d.Hr., vine la conducere Caligula, care la rându-i a fost asasinat în anul 41.
A urmat Claudius la a cărui moarte, în 54, a fost succedat de Nero.
În timpul domniei acestuia, în anul 31, Roma a ars.
La 30 de ani, Nero s-a sinucis.
Câțiva din împărații care au urmat: Vespasian, Titus, Domițian, Nerva, Traian, Hadrian, Pius, Marcus, Aurelius și Commodus.
Construcția Colosseumului a fost finalizată în anul 80.
În stilul de construcție s-au înregistrat progrese și anume: folosirea betonului turnat și a arcadelor.
A avut loc mai multe războaie cu Parția.

## Căderea Romei
Commodus a fost ucis în 192.
Urmează perioada de decădere a Imperiului de Apus.
Cealaltă jumătate, de Răsărit, cu capitala la Constantinopole, și-a menținut puterea până în secolul al XV-lea, la năvălirea turcilor otomani.
În secolul al III-lea Roma a fost slăbită de două fronturi de luptă simultane: războaiele împotriva Imperiului Persan, pe de o parte și invaziile triburilor germanice, pe de altă parte.
Doi mari împărați au reușit să mențină ordinea și să restaureze Imperiul.
Dioclețian, care a preluat puterea în 284, a reorganizat și dezvoltat armata și a inițiat reforme fiscale și monetare.
Imperiul fusese divizat în cel de Răsărit și cel de Apus încă din 286.
În 305, Dioclețian se retrage, locul său fiind preluat, în anul următor, de către Constantin cel Mare.
În 312, acesta inițiază o politică de toleranță religioasă, iar în 313 legalizează creștinismul.
Deși Constantin reunește imperiul, în 330, el mută capitala acestuia în partea de est și anume în Constantinopol (actualul Istanbul).
Urmează o perioadă în care Italia își pierde din importanță în cadrul imperiului și devine o simplă provincie, fiind practic abandonată de împărații care au urmat, ajungând să fie condusă de o succesiune de conducători de triburi germanice.
Imperiul se scindează încă o dată în 394.
În 410, vizigoții invadează Roma punând capăt stăpânirii romane asupra Peninsulei Italice. În 439, vandalii cuceresc Cartagina, iar în 476, invazia germanică a fost completă. Roma și Italia ajung sub stăpânire germanică.

## Evul mediu
În perioada ce a urmat prăbușirii Romei, au avut loc o serie de fărâmițări și invazii străine.
Peninsula pe care astăzi o numim Italia nu va mai deveni o unitate economică și politică până în 1861.Până în secolul al XIX-lea, istoria Italiei va trece prin momente dificile.În locul puterii centralizate, avem de-a face cu o putere a cetăților.
Culturile catolică, bizantină și musulmană au interferat.
Papa, deși avea sediul la Roma, a dezvoltat o puternică rețea de influență care acoperea întreaga peninsulă.

### Epoca întunecată (secolele V-X)

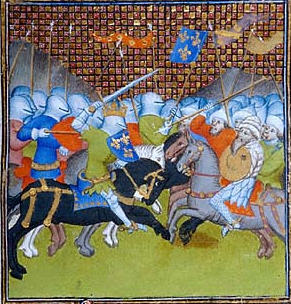
Chlothar al II-lea, regele francilor, luptându-se cu longobarzii

În 535, Iustinian reunește Imperiul Roman, sub conducerea sa intrând aproape întreaga Peninsula
El moare însă în 565, iar doi ani mai târziu longobarzii invadează nordul și Peninsula, viitoarea Italie revine la starea de fărâmițare.
Longobarzii s-au stabilit in provincia Lombardia din Nord. Mai multe principate longobarde au apărut și în Sud, dar acestea au căzut în mâinile dinastiei normande în secolul al XI-lea. Francii au luptat, alături de papă, împotriva longobarzilor, până când Carol cel Mare a cucerit regatul longobard în 774 (marșul asupra Paviei) și s-a încoronat ca împărat.

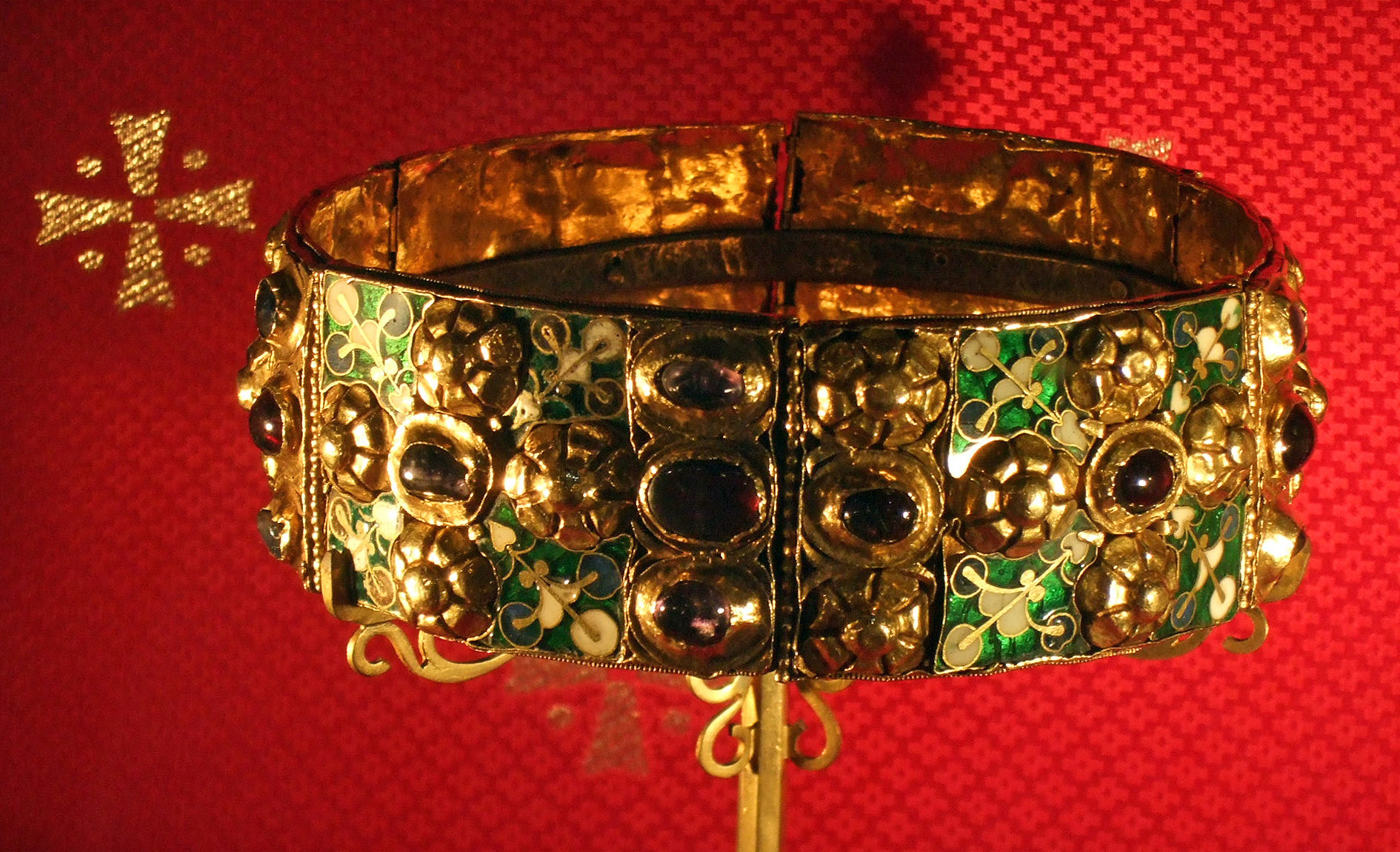
Coroana de fier longobardă

Conducători din diferite familii au incercat sa uzurpe tronul italian dupa dispariția Carolingienilor, în timp ce multe principate și orașe-stat au încercat să-și câștige autonomia. În anul 951, Otto I cel Mare a invadat Italia și și-a întărit pretențiile la suzeranitate asupra tuturor regilor și principilor germani din Italia, încoronându-se ca rege al Italiei și împărat al Sfântului Imperiu Roman.
Sicilia a făcut parte din Imperiul Bizantin până în 827, când a fost cucerită de arabii musulmani, după ce aceștia au asediat Messina și Palermo. Sicilia a rămas sub stăpânire arabă până în secolul al XI-lea, când a fost cucerită de normanzi. Ca și francii, lombarzii și goții, nici arabii nu au reușit să unifice Italia.

Italia în anul 1000

### Evul Mediu mijlociu
În 1025, franco-normanzii invadează Sicilia, iar în 1091 obțin controlul asupra peninsulei în fața germanilor și reușesc să-i alunge pe arabi din Sicilia, deși în 1282 prin celebra răscoală Vesperi Siciliani, sicilienii îi alungă pe franci.
Totuși, anumite zone, ca Napoli, își păstrează autonomia.
De asemenea, prin 1150, multe din orașele din nord și centru, printre care Milano, Genova, Pisa, Florența, Veneția și Roma, s-au organizat ca niște comunități separate.
În 1152, Sfântul Imperiu Romano-German (care de fapt nu era nici roman, nici sfânt, nici imperiu) redobândește control asupra nordului Italiei.
În scop defensiv, cele mai multe din comunitățile nordice au format o coaliție, cunoscută ca Liga Lombardă, alianță prin care își mențin autonomia.
Totuși influența germanică va continua timp de 30 de ani, perioadă marcată de războaie neîntrerupte între împărații germani și papalitate.

## Renașterea
Renașterea (care a debutat în Italia, mai ales în Florența) este marcată de o revoluție în artă, arhitectură, știință, filozofie, societate.
Trebuie semnalată contribuția meritorie a poetului Dante Alighieri în formarea unei limbi italiene unitare, literare, prin celebra sa capodoperă "Divina Comedie", scrisă în 1320.
Influența germană asupra orașelor din centrul și nordul Italiei devine tot mai scăzută, astfel că acestea devin complet autonome.
Singura influență era cea papală.
Una dintre cele mai celebre familii a fost de Medici, care i-a redat Florenței strălucire, grandoare, dar și prosperitate, toate acestea manifestate într-un sistem bancar puternic (cu influențe internaționale), comerț, cultură renascentistă.
Cel mai celebru exponent al acestei familii a fost Lorenzo Magnificul, care a condus Florența în perioada 1469 - 1492.
Un alt nume celebru al acestei perioade a fost Niccolo Machiavelli (1469 - 1527), care prin scrierea "Principele", este cunoscut ca părintele politologiei.
Două alte nume faimoase au fost Michelangelo Buonarotti (1475 - 1564) și Leonardo da Vinci (1452 - 1519).
Fillipo Brunelleschi a proiectat și construit renumitul Dom din Florența.
În secolul al XIII-lea, Italia este lovită de o epidemie devastatoare care a produs multe victime, "Moartea neagră", flagel care lovește o mare parte a Europei.
Orașele-stat renascentiste se aflau într-o competiție acerbă, care adesea cauza conflicte militare.
Cele dominante erau: Milano, Veneția, Florența, Statul Papal și Regatul Neapolelui.
Constantinopolul, capitala Imperiului Roman de Răsărit căzuse în 1453 sub influența Imperiului Otoman care de asemenea învinsese și Veneția.
În 1454, aceste cinci orașe-stat dominante reușesc să obțina stabilitatea politică printr-un acord încheiat, în urma căruia își mențineau fiecare sfere de influență separate.
Teama în fața Imperiului Otoman le obligă să colaboreze.
Invazia franceză din 1494 pune capăt regimului Medici.
Tocmai în acea perioadă, predicatorul Girolamo Savonarola întreprinde o campanie împotriva unei pretinse decadențe a Florenței.
Francezii pornesc războaiele împotriva Imperiului Habsburgic care stăpânea Austria, Spania, Olanda, o parte a Germaniei și o parte a Italiei.
Orașele-stat își pierd independența.
În cele din urmă, francezii se retrag, lăsând totuși cale liberă altor ocupații străine și a unei situații politice incerte pentru Italia timp de încă două secole.

## Perioada premergătoare epocii moderne
Cam pe la mijlocul secolului al XVI-lea, Spania preia controlul asupra Siciliei, Sardiniei și Lombardiei.
Totuși la Florența, familia di Medici revine la putere.
De asemenea, Veneția, Genova și Lucca rămăsesera republici.
Influența spaniolă asupra întregii peninsule generează Contrareforma catolică, cu represalii în întreaga Italie a secolului al XVI-lea.
Astfel, în 1633, Galileo Galilei a fost condamnat la închisoare pe viață pentru curajul de a fi susținut că Pământul se rotește în jurul Soarelui.
În prima jumătate a secolului al XVII-lea, austriecii încep să-i alunge pe francezi, dar Franța îi invadează din nou în 1792, la scurt timp dupa una dintre cele mai faimoase revoluții din istorie, Revoluția Franceză din 1789.
Noul guvern francez revoluționar încearcă să extindă frontierele franceze pentru a se apăra de eventualul contraatac al forțelor monarhiste anti-republicane.
În 1796, un tânar general francez, pe nume Napoleon Bonaparte, trece Alpii și se îndreaptă către nordul Italiei, obținând o serie de victorii și mai ales un tratat cu Austria în 1797.
Napoleon inițiază reforme organizatorice în cadrul peninsulei, impunând un regim puternic centralizat, ajungând chiar până la exilul papei.
După înfrângerea lui Napoleon, Metternich, ministrul de externe al Austriei habsburgice, reorganizează Europa, reinstalând monarhia, preluând controlul asupra Italiei și restaurând puterea papală.
Numeroase revolte au izbucnit în Italia în anii 1820' și 1830' împotriva stăpânirii austriece, dar au fost înăbușite de trupele habsburgice.

## Risorgimento și Regatul Italiei

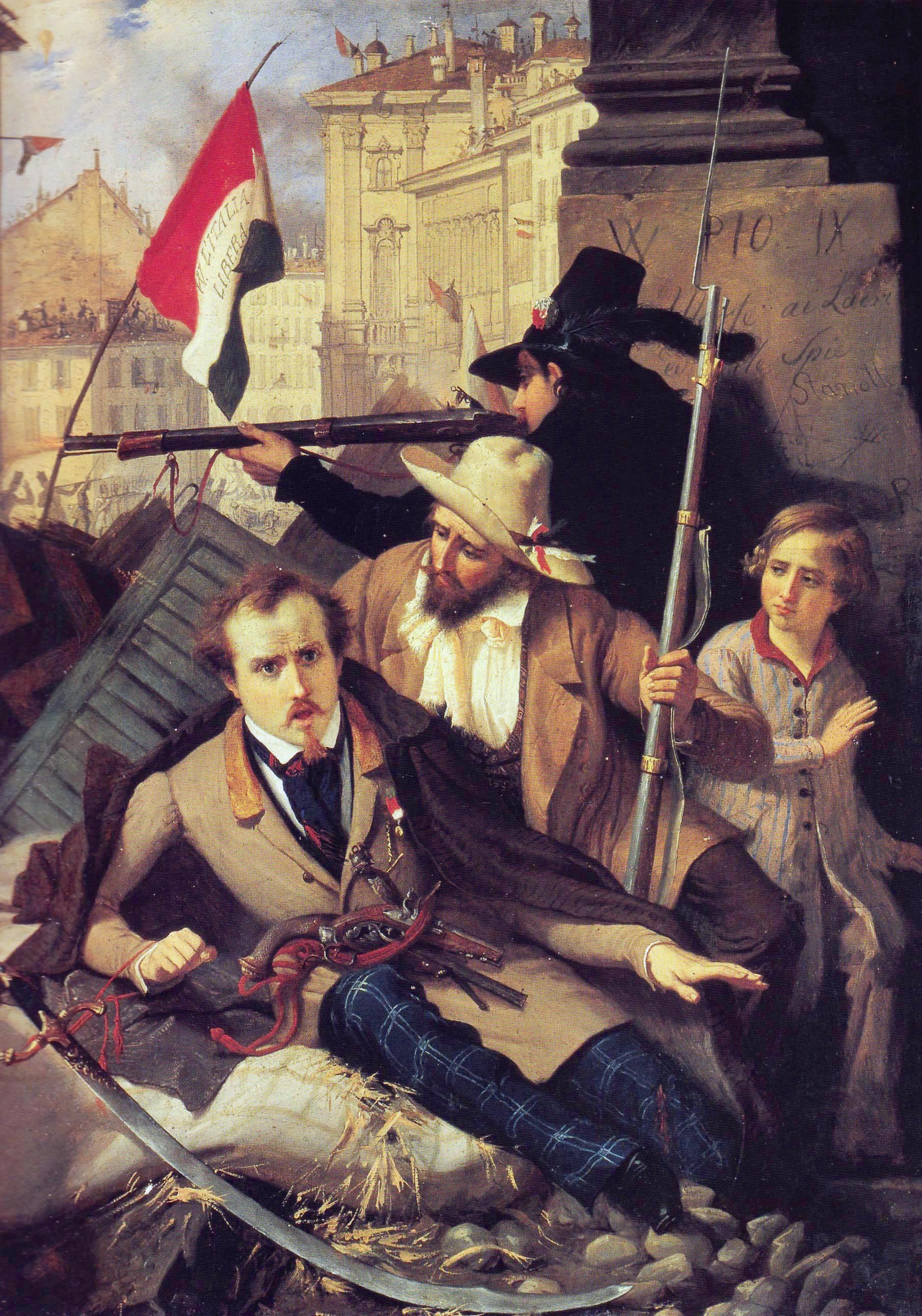

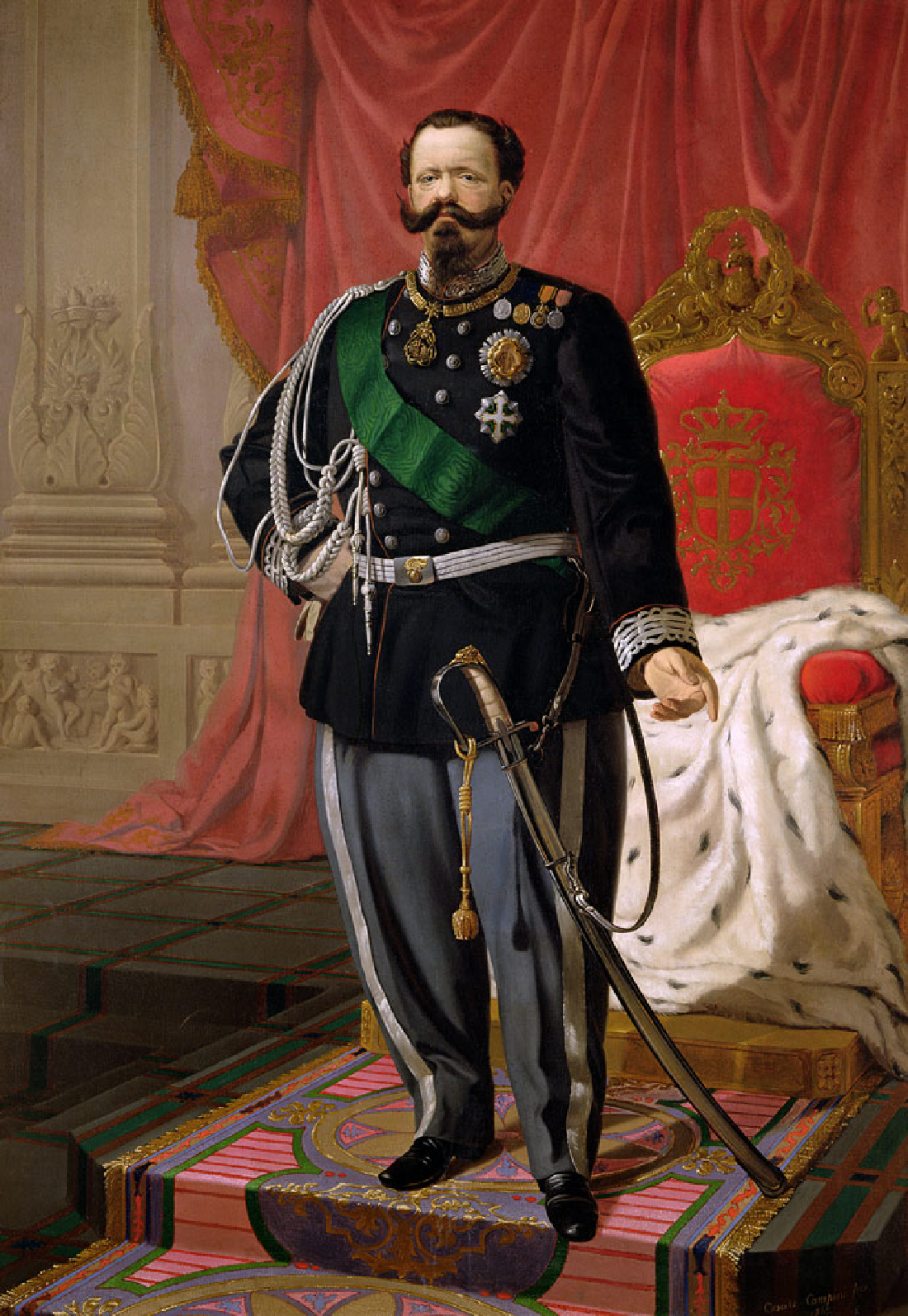
Vittorio Emanuele II

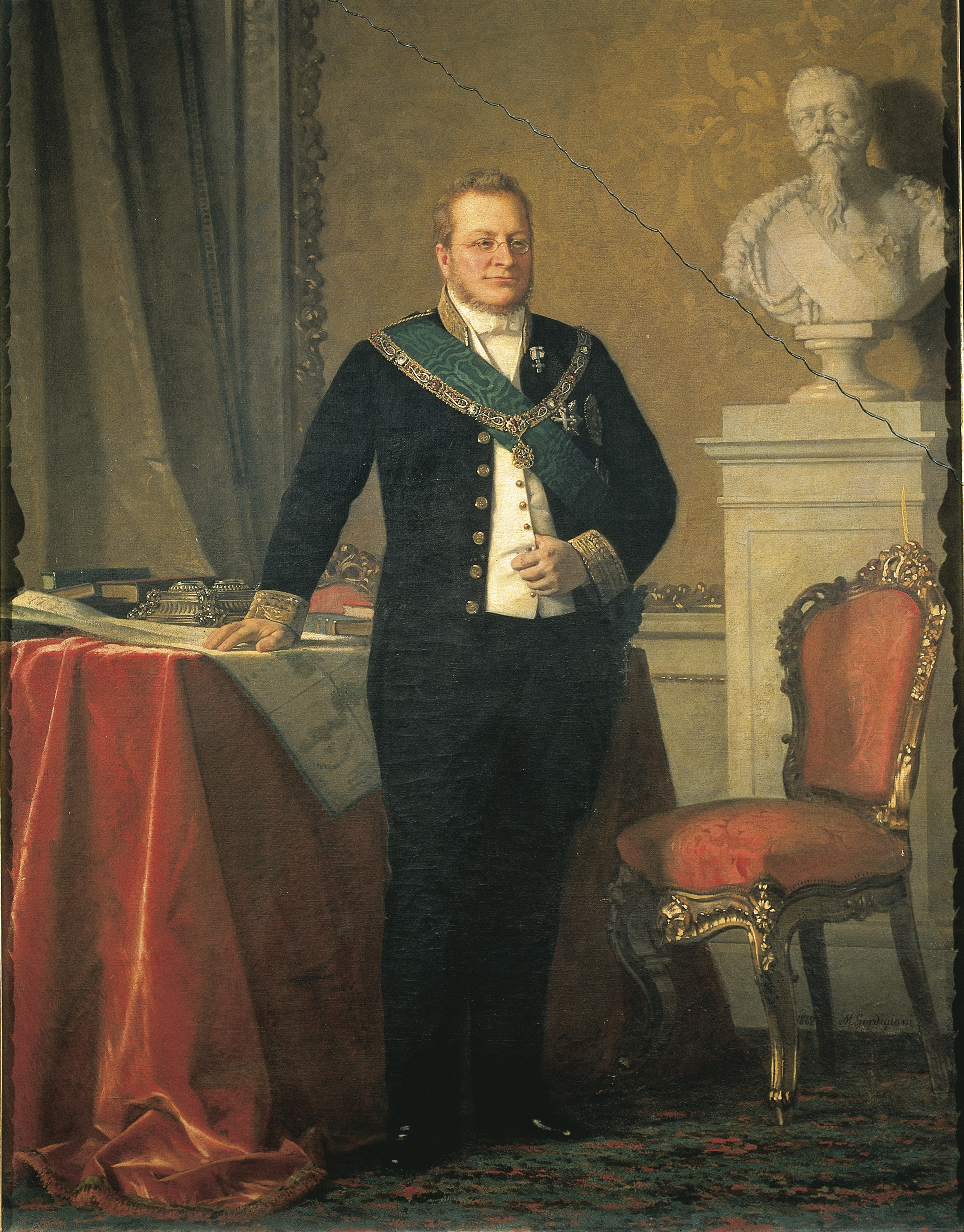
Camillo Benso Conte di Cavour

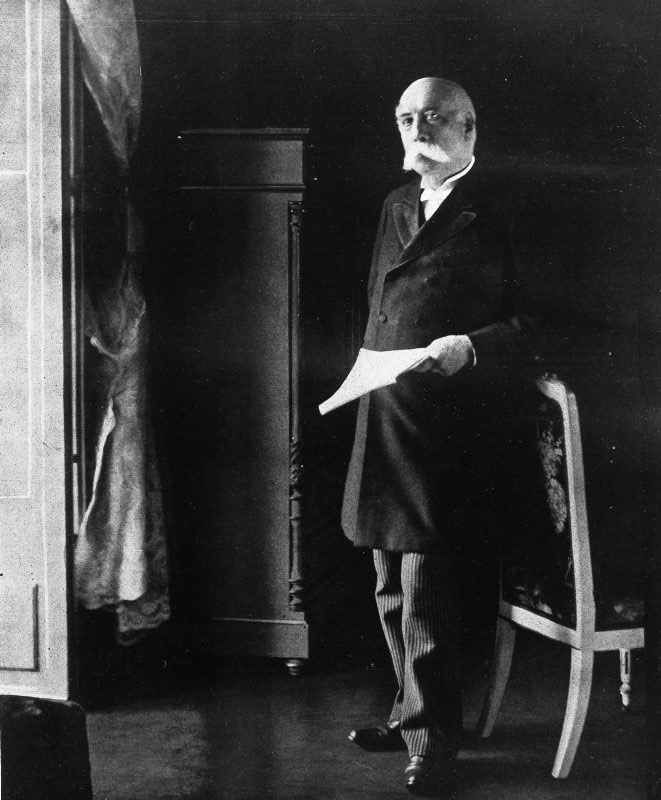
Crispi

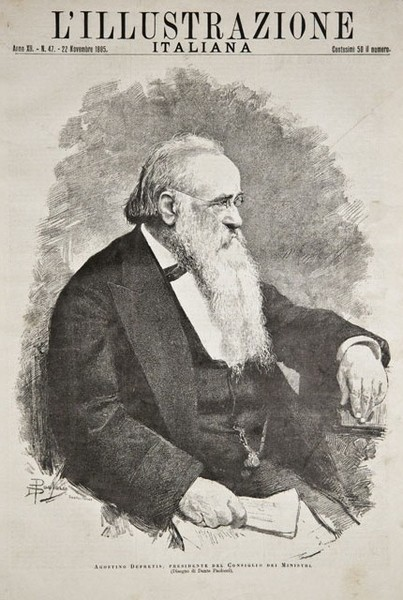
Depretis

Problema unificării Italiei a intrat în atenția opiniei publice de la 1848. La Milano se declanșează o revoltă în nord care se transformă într-o revoluție și se extinde în Toscana, Parma, Modena, Statele Pontificale și în regatul Piemontului. 
Regatul Piemontului era cel mai dezvoltat stat italian, iar Lombardia aflată sub control habsburgic era cea mai dezvoltată economic. 
În urma agitațiilor revoluționare din martie 1848, regele Piemontului a fost nevoit să acorde un statut, o constituție. Între 1848-1849 , Piemontul a încercat o tentativă de unificare a italiei prin propriile forțe, declanșând un război împotriva habsburgilor. 
Războiul s-a încheiat prin înfrângerea forțelor italiene, iar regele Carol Albert a abdicat. Habsburgii trebuiau să fie alungați din Italia, dar italienii nu puteau face asta singuri. Unificarea trebuia să fie realizată cu ajutorul unei mari puteri europene.
Astfel, Camillo Benso, Conte de Cavour, politician italian abil și determinat, a reușit să obțină   alianța cu Franța.
În 1859, aliații franco-piemontezi au obținut o victorie împotriva habsburgilor și astfel s-a realizat unificarea italiană. Patrioții italieni au organizat referendumuri privind unirea cu Piemontul. Giuseppe Garibaldi, fost marinar, bandit exilat în America de Sud și militar de profesie, a organizat o expediție în sudul Italiei alături de o grupare de voluntari-Cămășile Roșii pentru a realiza unirea cu restul Italiei. 
Expediția militară a debarcat în Sicilia și a avut un succes uriaș. S-au îndreptat apoi spre Messina și Napoli unde i-a gonit pe Bourboni. 
Veneția și teritoriul din jurul acesteia, alături de Trieste și Trento vor rămâne în continuare în afara proaspătului stat.
În 1861, Regatul Italiei avea capitala la Torino. Avea să se mute ulterior la Florența. Între timp, Veneția a fost obținută, iar Roma a fost capturată, devenind capitala  statului. 
Constituția oficială a statului italian devine cea lansată în 1848 în Piemont. Această îi conferă regelui Victor Emanuel o poziție importantă în stat. Acesta putea să numească și să revoce miniștrii, să semneze tratatele de pace și comerț, să convoace și să dizolve parlamentul. Guvernul, alături de rege, deținea puterea executivă.
Parlamentul era bicameral: Camera Deputaților și Senatul (membrii acestuia erau numiți de rege). Regimul noului stat era destul de autoritar. Contele de Cavour și adepții săi au încercat să guverneze cu sprijinul Parlamentului pentru a-și crea o majoritate parlamentară pentru a nu permite regelui să conducă în mod autoritar. Statul italian avea să fie centralizat sau să aibă o structura federală. Contele de Cavour a militat pentru descentralizare și dorea crearea unor regiuni cu atribuții puternice. A întâmpinat însă opoziție și din partea regelui. Reacția a fost puternică împotriva centralizării căci unirea se dovedea a fi mai degrabă o "piemontizare" a statelor italiene. 
Administrațiile locale au fost înlăturate și au fost numiți funcționari doar din Piemont.
În anii 1860 a început o mișcare ce a luat formă unui război de gherilă, un război civil între "cele două Sicilii". Armata italiană a fost mobilizată, alcătuită din zeci de mii de oameni, implicați în forma de protest împotriva modului cum s-a format Italia. Mișcarea a fost înfrântă cu prețul pierderilor de vieți omenești și execuții.
În martie 1861, după ce Camillo Benso, Contele de Cavour a devenit prim-ministrul Italiei, puterea politică era deținută de adepții contelui de Cavour, o "dreapta istorică" ce a guvernat până în 1876. Camillo Benso moare bolnav după numai trei luni de mandat. 
Cei mai mulți din Piemont erau adepții unei guvernări stricte economic pentru realizarea unui echilibru economic și bugetar. Italia se îndatorase extrem de mult pentru a realiza unirea. Lichidarea datoriilor s-a făcut cu riscuri și costuri politice: au fost mărite taxe, impozite, măsuri considerate nepopulare.
Adversarii acestei politici erau liberalii de stânga, organizați în grupări, conduși de Agostino Depretis. Erau suspectați a fi republicani. 
În 1875 Depretis a ținut un discurs pragmatic despre ce dorea stânga italiană: politică anticlericală, limitarea influenței bisericii în stat, lărgirea dreptului de vot, crearea unui sistem de vot eficient, abolirea taxelor ce asigurau o echilibrare a bugetului. Prin acest discurs, stânga italiană își proclamă fidelitatea față de monarhie.
Ultimul premier liberal italian de dreapta a fost Marco Minghetti (1863-1864, 1873-1876) care asigura echilibrul bugetului. Regele l-a adus la putere pe Depretis, Minghetti și miniștrii săi devenind victimele politicii nepopulare. Agostino Depretis va avea trei mandate de premier (1876-1878, 1878-1879, 1881-1887) până la moartea sa. Urmǎrea politică anticlericală și reducerea influenței clericale în învățământ.
După ce pe 20 septembrie 1870, italienii au capturat Roma, Papa s-a declarat prizonier în Vatican. 
Statele italiene deveneau actori de drept internațional, iar statul italian a propus un pachet de legi-Legea Garanțiilor, votată în mai 1871, prin care era recunoscută extrastatalitatea Papei. Statul italian se angajase să-i plătească o suma de bani și să nu se amestece în problemele statului papal. Papa a respins legea această și practic, nu avea un statut legalizat, fiind tolerat timp de 60 de ani până când va fi creat oficial Statul Papal. Statul Papal era recunoscut fiind multe state europene care își aveau ambasadele în acesta.
Deși politică oficială a Piemontului și a Italiei a fost anticlericală, forță clericală nu era neglijată. S-a adoptat Legea Copino în 1877 a învățământului prin care devenea public, obligatoriu și laic. Însă Italia nu-și permitea să construiască școli, să instruiască personal în timp util. Nu se făcea religie în școlile publice.
Depretis a lărgit dreptul de vot care fusese cenzitar, astfel de la 500 000 de alegători, în 1882 erau 2 milioane de alegători. 
Papa consideră că realizarea unificării s-a întocmit în defacoarea bisericii. A adoptat o poziție ostilă în față statului italian, responsabilii politici italieni fiind excomunicați, printre care și regele.
În 1868 s-a decis la nivelul Sfantului Scaun ca italienii catolici să nu participe la viață politică. Situația s-a menținut până în 1900. Nu s-a putut forma un partid conservator.
Economic, Italia a înfruntat mari dificultăți. Politică economică a guvernelor e dreapta care realizau un echilibru bugetar nu s-a menținut multă vreme. Italia cunoscuse un nou deficit bugetar. Italia aniilor 1870-1880 era un stat agrarian-industrial. Dorea să devină o mare putere, dar nu avea industrie și era dependentă de importul de materii prime. Se obțineau mari venituri doar din agricultură, dezvoltată inegal pe teritoriul Italiei. În nord agricultura era mult mai performantă și avea randamente crescute. În centru, agricultura era arhaică, cu rezultate insuficiente pentru o populație în creștere. În sud, în Sicilia mai ales, domina marea proprietate și atotputernica clasǎ feudală siciliană, muncitorii agricoli fiind exploatați.
Italienii erau nevoiți să se bazeze pe puterea hidroelectricǎ. În Câmpia Padului sunt astfel construite primele hidrocentrale. A fost printre primele state din lume care a încercat să producă electricitate pe calea ferată.
Populația a crescut semnificativ, dar mulți tineri emigrau. În Europa s-au constituit multe comunități italiene: în Franța, Elveția. Cei mai mulți plecau în SUA, Argentina și Brazilia. Fenomenul emigrației era extrem de disputat. Doar 25-30% plecau temporar. Dar cel puțin se obțineau profituri bancare. Banii trimiși de emigranți rudelor rămase în țară erau semnficativi. Ulterior, au fost introduse servicii de asigurări. 
În anii 1880 au fost create investiții în imobiliare, băncile fiind dezvoltate. Multe între ele însă au falimentat.
În 1893 a fost creată Banca Națională a Italiei care primea monopolul de emisie. După doi ani a primit dreptul de control al trezoreriei statului. Principalul partener al Italiei era Franța. Francezii furnizau mărfuri industriale, capital, însă la un moment dat, unele state adoptā o strategie economică protecționistă. 
În 1887, în Italia este adoptat un cod vamal prin care se emitea protecționismul, ceea ce a dus la un război vamal cu Franța timp de 10 ani, schimburile comerciale prăbușindu-se și o mare parte din capitalul francez din Italia fiind retras.
În 1882, Italia era aliată cu Puterile Centrale, în tabăra inamică a Franței. Pe fondul retragerii Franței intră capitalul german în joc.
În 1887, Francesco Crispi a devenit premier. Ca cel mai apropiat colaborator al lui Garibalid, a luptat alături de el în 1848 și în expedițiile din anii 1860, cucerind Regatul Neapolelui și fuzionandu-l cu Piemontul. 
Garibalid era reprezentantul curentului republican, al cărui fondator în Italia era Giuseppe Mazzini. Mazzini dorea eliberarea Italiei și unificarea acesteia, dar și instaurarea unui regim republican. Crispi era și el republican, însă în 1861 s-a dat de partea monarhiștilor. Venirea lui Depretis la putere a fost posibilă după ce a făcut o declarație formală în care recunoștea monarhia. 
Crispi, originar din Sicilia, a condus cu întreruperi până în 1896. Metodele sale de guvernare erau autoritare, reușind să-și creeze sprijin în Parlament prin metode neortodoxe și căutând să aibă presă de partea sa. Avea o atitudine anticlericalǎ, acesta fiind membru francmason. 
Marele Orient al Italiei juca un rol important în promovarea unor personalități în viața politică și în reglementarea în culise a vieții politice italiene. Atitudnea față de Sfântul Scaun era critică și au avut loc manifestații violente ale adversarilor prezenței papei la Roma.
Din 1879, Papa Leon al XIII-lea a intrat în funcție și dorea să rămână la Roma. Era un spirit flexibil, dispus la compromisuri, având o vocație utilă în relațiile cu Franța și Germania, convingându-l pe însuși Bismark să diminueze politică anticlericală.
În 1889, s-a adoptat un Cod Penal în care erau prevăzute pedepse împotriva clerului care încurcă viața politică. Preoții erau sancționați dacă îi sfătuiau pe italieni să nu participe la viață politică.
Ziua națională a Italiei era 20 septembrie. Pentru papalitate însemna pierderea Statului Papal. 
Relațiile Italiei cu Germania s-au intensificat financiar și economic în timp ce relațiile cu Austro-Ungaria erau tensionante din cauza teritoriilor italiene aflate sub stăpânirea austroungara, ca Trieste.
Crispi, fiind francofob, relațiile franco-italiene s-au deteriorat. Economia italiană și sistemul de credit au trecut printr-o perioada de criză. Banca Italiei a emis o moneda, lucrurile reintrând la normal, dar abia după ce Crispi nu se mai află la putere, înlocuit timp de un an de către Giovanni Giolitti, implicat în scandaluri financiare. 
Relațiile dintre clasa politică și clasa antreprenorială erau toxice.
Principala forță politică italiană era reprezentată de liberali. În Parlamentul italian era un număr restrâns de republicani. Socialiștii erau în ascensiune pe măsură ce Italia se industrializa. Treptat apar organizații marxiste în anii 1880 în nord. În 1881 este lansată o revistǎ care răspândea și promova ideile marxiste, fiind câțiva intelectuali italieni atrași de socialism, ca Edmondo de Amicis, autorul "Cuore". Socialismul italian se baza mai mult pe țărani decât pe proletariatul care nu era foarte dezvoltat și de aceea era foarte preocupat de problemele rurale. Apar organizații în Sicilia, Palermo, mai ales în mediul rural, și sunt organizate fascii de lupta pentru a lupta împotriva marilor proprietari. Conducătorul mișcării fasciilor din Sicilia era Giuseppe Giuffrida.
Se manifestă însă și gruparea anarhistă bakuninǎ care asasinase mulți lideri politici și militari (în 1900 însuși regele Umberto I căzuse victima) pentru a crea o dezorganizare a statului burghez. Anarhiștii doreau o federație de localități independente și militau pentru independența individuală. Anarhismul se manifestă puternic fiindcă Bakunin se mutase în Elveția de unde conducea mișcarea anarhistă. 
Cercetătorul Cesare Lombroso este unul dintre fondatorii criminologiei.
În 1892 a fost organizat un Congres la Genova unde a fost creat Partidul Socialist Italian care va introduce votul universal și având personalități că Filippo Turati și Antonio Labriola. În 1893, sutele de organizații socialiste vor desfășura un Congres la Palermo.
După revenirea lui Crispi la guvernare, sunt luate măsuri împotriva acestor grupări care atingeau 50 000 de membri. Fasciile au fost interzise, Giuffrida a fost arestat.
Catolicii au creat numeroase societăți, organizații catolice în domeniul instrucțiunii publice și așezări culturale, instituții caritabile, instituții economice de tip bănci rurale, biblioteci catolice, societăți care promovau presă catolică, aflate sub influență clerului local de preoți și pe plan regional de episcopi. Atât Papa Leon al XIII-lea cât și Papa Pius al X-lea s-au opus creării unui partid al catolicilor.
În 1875, după Opera Congresului, își fac prezența teoriticienii care căutau soluti pentru a-i convinge pe catolici să ia parte la viață politică, ca Giuseppe Toniolo care milita pentru democrația creștină. A elaborat o doctrina economică prin care să caute o cale de mijloc între capitalismul sălbatic și socialism. A fost unul dintre primii teoriticieni ai economiei sociale de piață.
În ciuda agitațiilor politice, Crispi dorea să facă din Italia o mare putere. S-a orientat spre Africa, mai ales spre zona Cornului Africii unde erau așezări durabile de la care se putea pune bazele unui imperiu colonial. 
În anii 1880 a fost creată Somalia, iar apoi, italienii s-au orientat spre Etiopia. Astfel, în 1895 a fost declanșat războiul italo-etiopian. În Bătălia de la Adua, italienii au fost înfrânți de etiopieni. La Addis-Adaba a fost semnat tratatul de pace prin care Italia era forțată să recunoască independența Etiopiei. Crispi își asumă răspunderea și demisionează, retrăgându-se din viață politică din 1896.
Instabilitatea guvernamentală predominea. Premierii nu rămâneau destul de mult timp la putere. Aveau loc proteste sociale masive. La Milano a avut loc o insurecție în "Săptămâna Roșie". În 1900 este asasinat regele Umberto I, urmat de Vitor Emanuel al III-lea care avea să-l sprijine pe Mussolini.
Era însă o perioada de creștere economică după finalul Marii Depresiuni din 1870. Din anii 1890 începe o perioada de înflorire ecomomica-Primul Miracol Italian. Italia părea să pășească în era industrială. Apar ramuri caracteristice Revoluției Industriale: industria automobilului, industria chimică, construirea hidrocentralelor, Italia devenind înainte de Primul Război Mondial al patrulea producător de energie electrică. Dacă în 1883 producea 1.000.000 kW/h, în 1914 producea 2.5 miliarde kW/h. Avea o producție agro-alimentară crescută, profitând de criză viticulturii franceze.
În 1899, un grup de întreprinzători nobili și militari italieni au creat o societate pentru fabricarea automobilelor la Torino-astăzi FIAT, condusă de Giovanni Anieri. 
În 1906 a fost lansată întreprinderea care producea modelul Lancia. În 1908 a fost preluată o întreprindere muribinda și transformată într-una de succes-ALFA, care din 1918 devenise ALFA Romeo.
Giovanni Batista Pirelli a profilat pe fabricarea de cabluri electrice și producerea anvelopelor. Camillo Olivetti a fabricat instrumente de control și instrumente de scris. 
Capitalul străin bancar era înlocuit de cel italian, semn că sistemul bancar italian se dezvoltase. Au fost create noi instituții de credit cu capital italian. Dar dezechilibrul economic încă se menținea între nord și sud.
Francesco Nitti, om politic și economic, a scris lucrarea "Capitalismul Italiei" în care explică decalajul. 
Italia de la începutul secolului XX a fost dominată de figura politică a lui Giovanni Giolitti, premier în mai multe rânduri (1892-1893, 1903-1905, 1906-1909, 1911-1914), un liberal provenit din gruparea de centru-stânga care încerca să introducă reforme sociale și economice, dar ghidat de continuă preocupare pentru a-și asigura majoritatea în parlament. Rolul parlamentului a fost întărit pentru că guvernul să-și caute sprijin pe majoritatea parlamentară. 
În 1911 a fost introdus votul universal masculin. A fost introdus un sistem de asigurări sociale. 
În 1909, socialiștii se scindează în reformiști care doreau vot universal pentru femei, descentralizare politică, desființarea armatelor permanente, formarea unei armate naționale, sistemele de asigurări, reforme fiscale că impozitul progresiv; și revoluționarii care susțineau introducerea socialismului.
În funcție de echilibrul de forțe, ziarul Avanti era controlat când de reformiști, când de revoluționari. 
În 1910 este creată o confederație de sindicate-Confederația Italiană Generală a Muncii care era într-o relație foarte strânsă cu Partidul Socialist.
Partidul Socialist controla această confederație, dar există și o minoritate de sindicaliști care militau pentru anarhism, constituind un trend în istoria sindicalismului european: anarho-sindicalism, o structura care presupune preluarea puterii de la burghezie cu forță. 
Revoluția se face prin intermediul acestor organizații sindicale, conform anarhiștilor. Socialiștii considerau însă că revoluția se produce doar sub conducerea partidului politic. De asemenea, în cadrul acestui partid socialist se creează, spre declanșarea Primului Război Mondial, o grupare a intervenționiștilor. O dată cam la trei ani se desfășurau Congrese al socialiștilor, în care s-a puus de multe ori problema războiului.
Internațională a II-a, datorită răspunsurilor divergente și confuze, în aceste congrese nu s-a putut ajunge la un consens. Deși în principiu sunt pacifiști. 
Ca o măsură împotriva războiului luau în calcul declanșarea unei greve generale, care să ducă la înghețarea oricărei activități economice. S-a tins spre o asemenea greva, dar până în 1914 toate încercările au eșuat. Oricum, marea majoritate a partidelor socialiste și social-democrate, chiar dacă nu știu metode de a lupta împotriva războiului, sunt pacifiste. Sunt însă mișcări minoritare care doresc izbucnirea unui război pentru a rezolva problemele externe ale Italiei. Unul dintre liderii intervenționiști era Benito Musollini.
Catolicii italieni erau organizați în Opera Congresului, până când, la 1905, este desființată, iar Pius al X-lea înființează Operațiunea Catolică, ce stabilea cum ar trebui catolicii din toată lumea să se organizeze din punct de vedere social și spiritual . Principala preocupare era ca toate aceste activități să se desfășoare sub conducerea clerului. Rămânea problema participării politice. Pius al X-lea era confruntat cu mai multe crize în Biserica sa. 
Se confruntă cu situația din Franța, unde statul se separă de Biserica. Se și rupeau relațiile între Franța și Sfântul Scaun.
Criza Modernistă a pus problema aplicării în textele sfinte (în textul Evangheliilor, în textul scrierilor Bisericii) a metodelor de critică istorică, științifică, filologică pe care le foloseau de mai mult timp teologii protestanți din Germania în studierea textelor sacre pentru a combate o parte din adevărurile Bisericii. 
În Bisericile Protestante nu există norme dogmatice, ele schimbându-se în funcție de caracteristicile epocii. Aceste lucruri contravin Bisericii și dogmelor Bisericii Catolice. Sunt câțiva clerici catolici care au fost convinși de adevărurile protestante. Astfel Biserica Catolică se confruntă cu această Criză Modernistă, de critică a Cărților Sfinte . Totuși, datorită progresului Partidului Socialist, în Italia este suspendat boicotul vieții politice, catolicii votând împotriva anticlericalilor. Acest proces de abandonare a interzicerii catolicilor de a participa la viață politică cunoaște deznodământul în 1913, când liberalii lui Giolitti, tocmai pentru a-și asigura voturi împotriva socialiștilor, începeau negocieri cu liderii catolicilor italieni (cu acordul Papalității) și se încheiase un acord electoral.
În principiu catolicii vor să participe la vot în toate circumscripțiile electorale și, fie în anumite locuri au candidaturi proprii, fie îi sprijna pe liberalii care duc o politică favorabilă Bisericii. 
Alegerile sunt câștigate. Este constituit și un grup parlamentar catolic, dar la un moment dat presă a aflat că liberalii nu trebuie să fie în acord cu catolicii. Și, din cauza scandalului din presă, Giolitti a fost nevoit să-și prezinte demisia.
Europa se află între timp în zorii marelui război.

## Statul liberal
În 1876, guvernarea de dreapta impune noi alegeri pe care le pierde în favoarea stângii.
Reformele sociale și economice se află în plin avânt.
Partidul Socialist Italian s-a constituit în 1892, dar a fost dizolvat de premierul Crispi, care se temea de marxism și anarhism.
În ceea ce privește politica externă, în 1882, Italia aderă la Tripla Alianță alături de Germania și de Austria (deși aceasta din urmă îi fusese inamic).
Aceasta era perioada formării sferelor mondiale de influență, iar Italia, dorind sa fie o super-putere, încearcă să anexeze Etiopia, dar aceasta se apără cu eroism producând Italiei o pierdere de 5.000 de militari, o adevărata umilire națională.
Astfel Crispi renunță la idealurile expansioniste.
În 1900, un anarhist italian din New York îl asasinează pe regele Umberto.
Vittorio Emanuelle III, fiul său, moștenește tronul.
Premierul Giolitti adoptă un program de reforme cu caracter progresist.
Industria italiană se dezvoltă într-un ritm rapid.
Principalele orașe industriale sunt: Milano, Torino și Genova.
Apare FIAT.
Se creează Banca Italiei.
Standardul de viață din nordul Italiei se apropie de cel european, dar contrastul față de zona sudică se amplifică.
Sunt legiferate condițiile de muncă.
Mișcarea extremistă naționalistă de extremă dreaptă este contrabalansată de socialism, astfel că pe scena politică se menține stabilitatea (e drept că nu pentru mult timp).
Artele și știința progresează.
Biserica Romano-Catolică continuă să fie dominantă.
Conștiința identității naționale nu este încă formată definitiv.
În septembrie 1911, guvernarea Giollitti declară război împotriva Imperiului Otoman, confruntare militară ce se va dovedi costisitoare.
Italia invadează și anexează Libia.
Prin intermediul ziarului "Avanti", Partidul Socialist atacă guvernarea.
Tânărul ei editor nu era altul decât socialistul Benito Mussolini (1883 - 1945).

## Primul Război Mondial
Marea Britanie, Franța și Rusia formează Tripla Ințelegere (Antanta) ca o contrapondere la Tripla Alianță a Germaniei, Austriei și Italiei.
A existat o mare doză de indecizie din partea Italiei în ceea ce privește intrarea în război și de care parte.
Naționaliștii italieni vedeau în Austria un inamic.
În iulie 1914, asasinarea arhiducelui Ferdinand provoacă Austria să declare război Serbiei.
Italia continuă să rămână neutră.
Deși Partidul Socialist Italian își menține poziția tradițională de neutralitate, Benito Mussolini, unul din membrii săi proeminenți, se opune acestui punct de vedere.
La scurt timp, Mussolini este demis din partid, dar își lansează propriul ziar și pledează pentru intervenția de partea Marii Britanii, Franța și Rusia.
Italia intră în război alături de aceste țări, având ca promisiune anumite teritorii, dar era nepregatită din punct de vedere industrial și militar și având ca susținere numai o mică parte a populației.
Încă nu își revenise în urma campaniei dezastruoase din Libia.
În mai 1915, Italia invadeză Austria și pierde 200.000 de soldați.
Un an mai târziu, Austria lansează ofensiva împotriva Italiei și are loc dezastrul de la Caporetto (octombrie 1917), o retragere panicată a peste 700.000 de soldați italieni.
În cele din urmă, Italia își recuperează teritoriile pierdute, iar Imperiul Austro-Ungar se prăbușește.

## Mussolini și fascismul
În Italia, Primul Război Mondial a adus moartea a peste jumătate de milion de militari, o economie devastată și un puternic sentiment de frustrare datorită neîndeplinirii promisiunii privind teritoriile ce ar fi fost câștigate ca recompensă pentru participare la război.
Primul-ministru Orlando participă la Conferința de Pace de la Paris din 1919 cu speranța că i se va indeplini aceasta promisiune.
Statele Unite, Marea Britanie resping poziția Italiei, a cărei delegație părăseste conferința.
În situația în care se afla Italia, cu economia și politica instabilă și societatea marcată de violență, socialiștii italieni se îndreaptă către modelul revoluționar sovietic și ne referim aici la perioada anilor roșii, 1919 - 1920.
Între timp, de cealaltă parte a scenei politice, apare o mișcare militantă, care utiliza intimdarea și violența, îndreptate mai ales împotriva socialiștilor.
Acestia sunt fasciștii care au câștigat suporteri profitând de insecuritatea clasei de mijloc și de teama industriașilor de eventualitatea unei revolutii bolșevice în Italia.
Mussolini ajunge în fruntea acestei mișcări, care era dotată cu trupe paramilitare, Cămășile negre.
Premierul Giolitti, venit la putere din nou, pentru a menține ordinea și stabilitatea politică, este nevoit să penduleze între cele două extreme, fasciștii și socialiștii.
Fascistul Mussolini este ales de Camera Deputaților.
În ceea ce privește stânga, Partidul Comunist Italian, se separă de Partidul Socialist, astfel că Italia are acum două partide la extrema stânga.
Partidul Fascist al lui Mussolini promovează o politică favorabilă mediului de afaceri, de diminuare a taxelor și a rolului guvernului.
Când socialiștii fac apel la grevă, situație care ar genera haos, Mussolini promite ordine.
În octombrie 1922, liderii fasciști concep o lovitură de stat denumită Marșul spre Roma(Marcia su Roma).
Regele Vittorio Emanuele III refuză să declare legea marțială și în schimb îi acorda lui Mussolini conducerea guvernului.
La 39 de ani, Benito Mussolini este cel mai tânăr prim-ministru al Italiei.
Marșul spre Roma marchează sfârșitul statului liberal italian și începutul guvernării fasciste.
Mussolini anihilează constituționalitatea guvernului și își consolidează puterea încurajând violența Cămășilor negre.
Interzice întrunirile, grevele, manifestările și grupările anti-fasciste.
Îi înlătura pe socialiști de la putere.
Astfel Mussolini impune un regim dictatorial.
Numit Il Duce, instituie controlul asupra regalității și desființează guvernările locale.
În 1935, sub aceasta dictatură, Italia atacă și anexează Etiopia.
Pentru a șterge umilirea suferita cu ani în urmă (când statul african nu a putut fi cucerit), Italia se declară imperiu.
În 1929, Mussolini încheie o înțelegere cu Vaticanul (Acordul Lateran).
Bisericii Romano-Catolice i se garantează autonomia Vaticanului
Pentru prima dată putem vorbi de o normalizare a relațiilor dintre Italia și Statul Papal, bineînțeles în scopul satisfacerii unui interes comun: menținerea puterii.

## Al Doilea Război Mondial

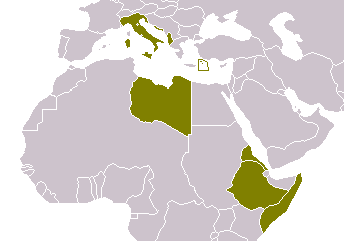
Imperiul italian în 1940

În 1933, Hitler ajunge la putere în Germania.
Italia, îngrijorata de ambițiile naziștilor, se îndreaptă către Franța și Marea Britanie.
Totuși, după invazia din Etiopia din 1935, Liga Națiunilor impune sancțiuni împotriva Italiei.
Ca răspuns, Mussolini întrerupe relațiile cu Marea Britanie și Franța și se alătură Germaniei.
După războiul împotriva Etiopiei, Mussolini își manifestă susținerea pentru forțele rebele pro-fasciste ale lui Francisco Franco în cadrul Războiului Civil Spaniol împotriva guvernării republicane.
În 1939, Franco e victorios.
Continuând politica de dreapta, Italia se retrage din Liga Națiunilor, separându-se de democrațiile vest-europene.
În 1938, Hitler anexează Austria și o parte a Cehoslovaciei.
În anul următor, Italia ocupă Albania și devine aliat formal al Germaniei.
Germania invadează Polonia și forțează Marea Britanie și Franța să-i declare război.
Al Doilea Război Mondial începe.
Germania invadează Danemarca, Norvegia, Olanda, Belgia și Luxemburg și patrunde adânc în teritoriul Franței.
Pe 10 iunie, Italia declară război Franței și Marii Britanii în încercarea de a prelua controlul asupra Canalului Suez, dar britanicii resping trupele italiene.
La 28 octombrie 1940, Mussolini ordonă invadarea Greciei, dar grecii reușesc cu succes să respingă trupele invadatoare.
Hitler încearcă să ajute trupele italiene, dar armata sa suferă mari pierderi pe frontul din Albania.
Ajutat de Mussolini, Hitler invadează Rusia cu peste 200.000 de soldați.
Evenimentele se precipită.
Japonia atacă Pearl Harbour.
Mussolini declară război Statelor Unite.
Pe 10 iulie 1943, trupele aliate atacă Sicilia.
Puterea lui Mussolini începe să decadă.
Aliații bombardează Napoli și Roma.
Marele Consiliu Fascist, alături de ginerele lui Mussolini, Galeazzo Ciano, votează îndepărtarea de la putere a dictatorului.
Mussolini este arestat.
Hitler, indignat, se pregătește să atace Italia.
Pe 8 septembrie, guvernul italian declară încheierea armistițiului cu aliații, iar regele, de teama iminentulu atac german, se refugiază.
La 12 septembrie, trupele de comando hitleriste reușesc să-l elibereze pe Mussolini iar, în nordul italiei, acesta înființează republica Saló.
Fasciștii trec la executarea oponenților, printre aceștia fiind și Ciano.
În septembrie 1943, forțele aliate debarchează la sud de Roma iar, în octombrie, preiau controlul orașului Napoli.
În iunie anul următor, Roma este complet eliberată.
Regele Vittorio Emanuele abdică în favoarea fiului său, Umberto.
Pe 27 aprilie, Mussolini și amanta sa, Claretta Petacci, sunt executați, iar cadavrele lor sunt expuse la Milano.
În mai 1945, ultimele trupe germane din Italia se predau.

## Republica constituțională
Luptătorii partizani italieni și-au adus un aport decisiv în eliberarea Italiei.
Deși au contribuit majoritatea partidelor, stânga (socialiștii și comuniștii italieni) au dominat mișcarea partizană din nord, cunoscută ca Vântul din Nord, însă influența economică americană, ocupația militară aliată a Italiei și puternica Biserică Catolică au zădărnicit ascensiunea mișcării de stânga.
Americanii se temeau că Partidul Comunist Italian ar avea legături cu Moscova.
Scena politică din Italia devine polarizată, având la stânga comuniștii, iar la dreapta catolicii, o adevărata replică internă a tensiunilor generate de Războiul Rece.
La 2 iunie 1946, italienii au votat în favoarea republicii, respingând monarhia instaurata în 1861.
De asemenea, a mai fost ales un parlament bicameral (Camera Deputaților și Senat), care îngrădea puterea prezidențială, iar guvernarea locală, regională era repartizată în cele 20 de state italiene.
S-a creat un sistem juridic independent.
Într-un astfel de sistem politic multipartinic, premierul este ales prin negociere între partide.
Primele alegeri republicane au avut loc în aprilie 1948.
Creștinii Democrați, susținuți de Vatican și de Statele Unite, obțin o victorie confortabilă, formând forța politică majoritară de guvernare până aproape de zilele noastre.
Partidul Socialist și Partidul Comunist, deși au o pondere mai mică din sufragii, formeaza opoziția.
Perioada de refacere a Italiei, 1950 - 1958, a fost marcată de asa-numitul miracol economic, mai ales că Italia a beneficiat de ajutorul financiar acordat de americani în perioada Războiului Rece.
În 1963, a fost formată o coaliție între Partidul Socialist și Partidul Creștin Democrat, având drept rezultat un guvern condus de socialistul Aldo Moro.
În toamna lui 1969 (Toamna Fierbinte) s-au declanșat o serie de greve și actiuni de protest în nordul peninsulei.
A urmat perioada denumită Anii de plumb, marcată de acțiuni teroriste conduse atât de extrema dreaptă, cat și de cea stânga (Brigăzile Roșii), care au durat până în anii 1970'.
În 1973, Partidul Comunist se angajează într-un amplu proces democratic, acceptând politica NATO și îndepărtându-se de Moscova.
Perioada anilor 70' este caracterizată prin răpiri și execuții la care cad vitime persoane politice, toate acestea culminând cu asasinarea lui Aldo Moro în 1978.
Anii 80' restabilesc ordinea și calmul în viața politică, totuși inflația depășește 21%.
Urmează o perioadă de creștere economică, în care la conducerea guvernului s-a aflat socialistul Craxi (1983 - 1987).
Italia devine a cincea putere economică mondială, depășind în unele privințe Marea Britanie.
La începutul anilor 90' are loc dezagregarea Uniunii Sovietice și stingerea Războiului Rece.
Partidul Comunist Italian a devenit mai moderat și devine cunoscut ca Partidul Democrat de Stânga.
Partidul Creștin Democrat, aflat în partea opusă, pierde o parte din susținere.
Apare un nou partid, Liga Nordului, care condamnă corupția și face apel la nordul Italiei pentru a se separa de sud în scopul formării unui nou stat, Padania.
Deși socialistul Giuliano Amato este ales premier în 1992, în anul următor Partidul Socialist practic dispare de pe scena politică.
Urmează o perioadă în care viața politică este marcată de acte de corupție, de luare de mită și numeroase scandaluri, dintre care cel mai cunoscut este Tangentopoli.
Sunt implicați numeroși membri ai parlamentului.
În 1994, Craxi se refugiază în Tunisia pentru a scăpa de arestare.
Referendumurile din 1991 și 1993 aduc sistemul proporțional ca bază a reprezentării parlamentare, iar în cadrul guvernărilor locale este instituit principiul câștigatorul ia totul.
În ceea ce privește politica externă, Italia se aliniază alături de Statele Unite, fiind membru NATO încă din 1949.
În 1998, este admisă și în Uniunea Monetară Europeană.
Dupa dispariția Partidului Comunist și a celui Creștin Democrat, apar două noi coaliții: Centru-Stânga și Centru-Dreapta.
În martie 2001, primul-ministru Amato dizolvă Parlamentul.
Alegerile care urmează pun față în față fostul primar al Romei, Francesco Rutelli, și fostul premier, Silvio Berlusconi din partea partidului "Forza Italia".
Acesta din urmă, pe 15 mai 2001, iese învingător, convingând alegătorii prin concepțiile sale puternic pro-americane.
Italia urmează în continuare drumul prosperității economice îndreptându-se către o cultură seculară și comercială, care o înlocuiește pe cea catolică, cu caracter agricol.
Acordând o atenție deosebită familiei, Italia are cea mai scazută rată a natalității în cadrul lumii industrializate.
Totuși, corupția și crima organizată constituie o problemă stringentă.
Evaziunea fiscală și economia subterană continuă să fie un flagel al economiei.
Influența bisericii, a familiei și a autorităților locale rămân predominante în sud, dar Problema Sudului persistă.
Femeile s-au adaptat la piața muncii iar, prin 1980, formeaza o treime din forța de muncă.
În ceea ce privește sporturile favorite, fotbalul depășește ciclismul ca preferințe.
Cultura americană are un puternis impact asupra celei italiene.
La o jumătate de secol după unificare, aproximativ 13 milioane de italieni au emigrat mai ales în America de Nord, astfel ca în SUA sunt aproape la fel de mulți sicilieni ca în țara de origine.
După cel de-al Doilea Război Mondial, urmează un nou val de emigrație, având acum ca obiectiv: Elveția, Franța și Germania.
Cei mai mulți localnici din sud s-au mutat către orașele nordice puternic industrializate.
Familia rămâne elementul dominant al vieții sociale, iar rata divorțului este una dintre cele mai scăzute, mai ales că acesta a fost legalizat abia în 1970.
Egalitatea dinntre sexe a fost legiferată în 1975, iar întreruperea de sarcină în 1978.
Biserica Catolică își joacă în continuare rolul tradițional, deținând încă o mare putere economică și socială.
Mafia încă mai constituie o problemă în sudul Italiei.
Deși s-au organizat puternice acțiuni judiciare împotriva mafiei, asasinarea, în 1992, a doi judecători, demonstrează că mafia rămâne totuși o putere redutabilă.
Italia este o lume complexă.
A devenit o putere economică și un aliat apropiat al SUA.
Deși deține o industrie avansată, din punct de vedere cultural, tradiția este cea care îi redă inconfundabilul specific național.